# Alessandro Saluzzo di Monesiglio
Alessandro Saluzzo di Monesiglio (Torino, 12 ottobre 1775 – Torino, 10 agosto 1851) è stato un militare e politico italiano.

## Biografia
Alessandro Saluzzo di Monesiglio nacque a Torino nel 1775. Egli era figlio di Angelo Saluzzo, conte di Monesiglio, e della nobildonna Maria Margherita Giuseppa Girolama Cassotti di Casalgrasso. Ebbe come fratelli la poetessa Diodata, il militare e letterato Cesare, Roberto, Annibale e Federico.
Entrato giovanissimo nell'esercito sardo, ebbe incarichi di rilievo a partire dalla restaurazione nel 1814 quando fece parte come ufficiale al consiglio di reggenza divenendo nel frattempo colonnello. Nel frattempo si sposò con la nobile Maria Luisa Arborio Di Breme.
Il 23 marzo 1819 gli venne affidato il ruolo di Comandante generale dell'arma dei carabinieri, incarico che mantenne sino al 27 novembre 1820 con la conseguente promozione a maggior generale. In quella data divenne inviato straordinario e ministro plenipotenziario in Russia (16 gennaio 1822 - 22 giugno 1825), il 15 settembre 1831 divenne Presidente di sezione del Consiglio di Stato e poi Ministro di Stato dal 1º settembre dello stesso anno.
Il 3 aprile 1848 venne nominato senatore del Regno, intervenendo talvolta su posizioni conservatrici in opposizione alla linea governativa anticlericale.
Sul piano culturale divenne socio residente dell'Accademia delle scienze di Torino (21 marzo 1822) e fu poi presidente della stessa accademia (18 novembre 1838-10 agosto 1851). Appassionato di storia, divenne vicepresidente della Deputazione di storia patria di Torino. Fu autore di alcune pubblicazioni tra i quali una Storia militare del Piemonte. In campo geografico, nell'ambito del dibattito che si sviluppò a fine Ottocento sul confine tra Alpi e Appennini, sostenne la proposta di far passare tale confine per il Bric dello Schiavo (allora noto come Monte dello Schiavo) basandosi su varie considerazioni idrografiche, geologiche e storico/militari.
Morì a Torino il 10 agosto 1851.

## Incarichi di Governo
Regno di Sardegna ante 4 marzo 1848:
- Primo segretario di Stato per la guerra (1820)